# Ausschuss für Regulierungskontrolle
Der Ausschuss für Regulierungskontrolle (engl.: Regulatory Scrutiny Board; kurz RSB) ist ein Ausschuss der Europäischen Kommission. Er ist ein eigenständiges Gremium innerhalb der Europäischen Kommission und prüft die von der Kommission erstellten Entwürfe zur Folgenabschätzung. Er erlässt Stellungnahmen zu diesen Entwürfen im Sinne der besseren Rechtssetzung.
Eine zweimal nicht positiv ausfallende Bewertung kommt einem de facto Veto gleich, nur der „Vizepräsident für institutionelle Beziehungen und Vorausschau“ kann die Initiative dann noch weiter voranbringen und dem Kollegium der Kommission vorlegen.

## Zusammensetzung
Der RSB hat seit Januar 2023 9 Mitglieder: einen Vorsitzenden, vier interne Kommissionsbeamte und vier externe Experten. Die Tätigkeit geschieht in Vollzeit und schließt andere politische (nicht wirtschaftliche) Tätigkeiten aus. Sie ist in der Regel auf drei Jahre begrenzt, kann aber unter Umständen um ein Jahr verlängert werden.

## Besetzung
Die Besetzung der Sachverständigen geschieht nach Ausschreibung im Amtsblatt der EU. Nach einem anspruchsvollen Auswahlverfahren erhalten sie eine AD14 Vergütung. Für die Einstellung ist eine mindestens fünfjährige Erfahrung in der Beratungstätigkeit erwartet.

## Bisherige Mitglieder

### Vorstand
- Rytis Martikonis (LT) seit März 2022
- Anne Bucher (F) März 2016 bis September 2018

### Mitglieder
- James MORRISON (GB) seit 1. Juli 2021 (Laut CV Director)
- Dorota DENNING  (PL) seit Februar 2021
- Michael GREMMINGER (D) seit Oktober 2020
- Philippe MENGAL (B) seit September 2022
- Elisabetta SIRACUSA (I) seit Dezember 2022

## Kritik
Lobbycontrol kritisiert

, dass die Mitglieder nicht demokratisch legitimiert sind, aber quasi ein Vetorecht im legislativen Prozess der EU haben. Lobbycontrol hat zusammen mit der Kammer für Arbeiter und Angestellte, kurz AK Wien, eine Studie beauftragt

, die von der Politikwissenschaftlerin Brigitte Pircher von der Linnéuniversität Schweden durchgeführt wurde. In der Studie wurde festgestellt, dass der Ausschuss einen erheblichen Einfluss auf die Gesetzgebung auf EU-Ebene hat.
Im Einzelnen wurde kritisiert:
- Vetorecht des Ausschusses
- Intransparenz der Entscheidungen
- Fehlende Zugang zu den Dokumenten
- Vorrangig ökonomische Bewertungskriterien

Hauptsächlich die Bewertungskriterien stehen in der Kritik, da laut Studie das Hauptaugenmerk auf den wirtschaftlichen Folgen für Unternehmen liegen. Die sozialen und ökologischen Aspekte treten in den Hintergrund. Zusätzlich wurde der fehlende Zugang zu den RSB-Stellungnahmen vor der Veröffentlichung der EU-Gesetzesvorlagen durch die Kommission bemängelt. Letzteres wurde auch von der Europäischen Ombudsstelle stark kritisiert.
Nach einer Untersuchung forderte die Europäische Bürgerbeauftragte die Kommission auf, für mehr Fachwissen im Ausschuss zu sorgen – etwa in den Bereichen Makroökonomie, Mikroökonomie, Sozialpolitik und Umweltpolitik. Diese Vielfalt entspräche den Vorgaben der Kommission von 2015. Die Kommission solle klar erklären, nach welchen Kriterien sie Mitglieder auswählt. Außerdem soll laut Bürgerbeauftragtem sichergestellt werden, dass Ausschussmitglieder keine Einzelgespräche mit Interessenvertretern führen. Es geht nicht nur um tatsächliche Einflussnahme, sondern auch um den Anschein von Unabhängigkeit. Der Anlass der Untersuchung war eine Beschwerde einer Nichtregierungsorganisation, die die Rolle des Ausschusses in einem bestimmten Fall und seine Unabhängigkeit kritisierte.